# Isojoki
Pour les articles homonymes, voir Stora.
Isojoki (Storå en suédois) est une municipalité de l'ouest de la Finlande, dans la province de Finlande occidentale et la région d'Ostrobotnie du Sud.

## Histoire
La commune faisait à l'origine partie de la lointaine paroisse de Närpes. Les habitants ne se rendaient à l'église que pour les fêtes principales (le voyage durait une journée), et étaient hébergés sur place dans de sommaires étables paroissiales.

## Géographie
C'est une des plus faibles densités de population d'Ostrobotnie du Sud. Loin des champs fertiles s'étendant plus au nord, c'est une municipalité très peu favorisée. La moraine de Suomenselkä la traverse entièrement et rend difficile la mise en valeur des sols, et les 16 villages sont tous de taille réduite.
À l'extrémité Est, le mont Lauhanvuori est une importante colline isolée dominant la plaine de plus de 100 mètres. Il est entouré par le parc national du même nom.
Le centre administratif se situe à 84 km de Pori, 100 km de Seinäjoki, 133 de Vaasa, 140 de Tampere, 219 de Turku et 303 km de Helsinki.
Isojoki est bordée par les municipalités de Karijoki au nord, Kauhajoki au nord-est, Honkajoki, Siikainen et Merikarvia au sud (Satakunta), et enfin Kristinestad à l'ouest (Ostrobotnie).

## Démographie
L'évolution démographique de Isojoki depuis 1980 est la suivante :
| Année      | 1980  | 1985  | 1990  | 1995  | 2000  | 2005  |
| ---------- | ----- | ----- | ----- | ----- | ----- | ----- |
| population | 3 204 | 3 069 | 2 896 | 2 860 | 2 694 | 2 552 |

| Année      | 2010  | 2015  | 2020  |
| ---------- | ----- | ----- | ----- |
| population | 2 400 | 2 123 | 1 947 |

## Politique et administration

### Conseil municipal
Les sièges des 21 conseillers municipaux sont répartis comme suit:
| Parti                           | Parti                              | Sièges 2021–2025 |
| ------------------------------- | ---------------------------------- | ---------------- |
|                                 | Parti social-démocrate de Finlande | 1                |
|                                 | Vrais Finlandais                   | 4                |
|                                 | Parti de la Coalition nationale    | 5                |
|                                 | Parti du centre                    | 11               |
| Sources: tulospalvelu.vaalit.fi |                                    |                  |

### Subdivisions administratives
Les villages d'Isojoki sont: Heikkilä, Iivarinkylä, Kirkonkylä, Kodesjärvi, Kortteenkylä, Kärjenkoski, Koppelonkylä, Leppikylä, Möykky, Peurala, Polvenkylä, Sakara, Sarviluoma, Suojoki, Piikkilänkylä, Vanhakylä, Vesijärvi, Villamo, Viitakoski, Pettukylä.
Isojoki n'a qu'une agglomération : Isojoen kirkonkylä.

## Transports
La gare la plus proche est la gare de Seinäjoki.
Isojoki est traversé par la route régionale 661 (Merikarvia-Kauhajoki) et par la route régionale 664 (Honkajoki-Kristiinankaupunki).

## Lieux et monuments
- Église d'Isojoki

## Personnalités
- Arto Koivisto (1947-), skieur de fond